# Астахов, Георгий Александрович
Гео́ргий Алекса́ндрович Аста́хов (29 декабря 1896  [10 января 1897], Киев — 14 февраля 1942, Устьвымлаг, Коми АССР) — советский дипломат. Известен своей ролью в заключении советско-йеменского договора о дружбе и торговле 1928 года и советско-германского договора о ненападении 1939 года.

## Биография
Родился в Киеве в дворянской семье, учился на романо-германском отделении историко-филологического факультета Московского университета. Вступил в партию большевиков в 1918 году.
В 1918—1920 годах работал в Берлине корреспондентом Российского телеграфного агентства, был редактором газеты «Коммунист» во Владикавказе.
Работал в Наркоминделе с 1920 года:
- В 1920—1922 годах — заведующий отделом печати полпредства РСФСР в Закавказье.
- В 1922—1923 годах — заведующий отделом печати полпредства СССР в Турции.
- В 1924—1925 годах — референт полпредства СССР в Германии.
- В 1925—1928 годах — заведующий бюро печати, 1-й секретарь полпредства в Японии.
- В 1928—1929 годах — ответственный референт отдела Дальнего Востока Наркоминдела, заместитель редактора иностранного отдела газеты «Известия».
- В 1928 году — командировка в Йемен. 1 ноября 1928 года заключил первый договор СССР со странами арабского мира — Советско-йеменский договор.[3]
- В 1930—1933 годах — советник полпредства в Турции.
- В 1934—1935 годах — советник полпредства в Великобритании.
- В 1935—1936 годах — уполномоченный НКИД СССР в ЗСФСР.
- В 1936—1937 годах — заведующий отделом печати НКИД СССР.
- В 1937—1939 годах — советник посольства СССР в Германии, временный поверенный в делах СССР в Германии.

Был одним из основных участников советско-германских переговоров весны-лета 1939 года, завершившихся подписанием Договора о ненападении между двумя странами.

П.Судоплатов в своих воспоминаниях писал: 
«Несмотря на ведущую роль Астахова в начальной стадии переговоров по пакту о ненападении и то, что он был принят на высшем уровне, его осенью 1939 года отстранили от работы в НКИД, а в феврале 1940 года по специальному указанию Молотова Астахов был арестован и обвинен в двойной игре.
Георгий Александрович Астахов был, однако, не просто дипломатом. Он первым проложил дорогу к Советско-германскому пакту о ненападении. С ноября 1938 года ему был поручен так же, как Уманскому в США, ряд обязанностей резидента разведки НКВД в Берлине. Занимался Астахов прежде всего политической разведкой, но поддерживал агентурные связи. При этом его сообщения о политической обстановке в стране, адресованные Берии, в аппарат ИНО не спускались. Насколько я помню, все телеграммы, два письма за его подписью подлежали обязательному возврату в Секретариат НКВД.

Астахов мужественно держался во время следствия, ни в чем себя виновным не признал. Неоднократно обращался к Берии, напоминая о выполнении им важных поручений по линии НКВД. Первоначально его держали в тюрьме «на всякий случай», если понадобится, поскольку он хорошо знал немецких руководителей. И только в 1941 году Астахов был осужден в массовом порядке, когда Военная коллегия в условиях надвигавшейся войны штамповала приговоры арестованным в 1938–1939 годах. Астахов погиб в лагере. Материалы о его деятельности находятся не только в уголовном деле, но и в архивах Берии, Молотова, а также в архивном фонде Секретариата НКВД-НГКБ» (П.Судоплатов «Вторая мировая война. Хроника тайной войны и дипломатии». — М.: Издательство «Родина», 2020.)
19 августа 1939 года, незадолго до подписания договора о ненападении, Астахов был отозван в СССР. После увольнения из НКИД кратковременно работал заведующим сектором Кавказа в Музее народов Востока. Был арестован 27 февраля 1940 года по обвинению в участии в антисоветском заговоре и работе на иностранные разведки, приговорён к 15 годам заключения и умер в Усть-Вымском исправительно-трудовом лагере 14 февраля 1942 года. В 1957 году был реабилитирован.

## Литературная и публицистическая деятельность
В 1920 году в Баку Астахов опубликовал 7 стихотворений в коллективном сборнике «Алая нефть».
Печатался в различных журналах и газетах, как правило, под псевдонимами. Книги посвящены странам, в которых Астахов работал.

### Книги
- От султаната к демократической Турции : Очерки из истории кемализма. — М.; Л., 1926.
- Япония. — М.; Л., 1928. — Под псевдонимом Г. Гастов.
- Японский империализм : Политико-экономический очерк. — [М.], 1930. — Под псевдонимом Г. Гастов.
- По Йемену. — [М.], 1931. — Под псевдонимом Г. Анкарин.
- По новой Турции. — М., 1933. — Под псевдонимом Ю. Тишанский.

## Дневник
В архиве Наркоминдела сохранился так называемый «дневник» Астахова с записями, относящимися к его пребыванию в Германии в 1939 году. Эти документы проливают свет на советско-германские переговоры, проходившие летом 1939 года и предшествовавшие заключению договора о ненападении.

## В культуре
Роль Астахова в фильме «Берлинский экспресс» (2001) исполнил Вячеслав Тихонов.